# Centaurea latiloba
Centaurea latiloba — вид квіткових рослин айстрових (Asteraceae). Ендемік Південного Кавказу.